# Ethan Cepuran
Ethan Cepuran (* 13. května 2000 Glen Ellyn, Illinois, USA) je americký rychlobruslař.
V roce 2016 debutoval na juniorském světovém šampionátu, ve Světovém poháru juniorů nastoupil poprvé v roce 2018. Premiéru v seniorském Světovém poháru si odbyl v prosinci 2018, nicméně pravidelně v něm začal závodit na podzim 2019. Na Zimních olympijských hrách 2022 získal s americkým týmem bronzovou medaili ve stíhacím závodě družstev a na trati 5000 m skončil na 17. místě. V sezóně 2021/2022 vyhrál celkové hodnocení Světového poháru ve stíhacích závodech družstev.